# Kościół św. Katarzyny Aleksandryjskiej w Sypniewie
Kościół świętej Katarzyny Aleksandryjskiej w Sypniewie – rzymskokatolicki kościół parafialny należący do parafii pod tym samym wezwaniem (dekanat Sępólno Krajeńskie diecezji bydgoskiej).

## Historia i architektura
Jest to budowla drewniana, wzniesiona w konstrukcji szkieletowej z wypełnieniem ceglanym. Pierwotnie nosiła wezwanie Świętych Jana Chrzciciela i Katarzyny. Zbudowana została w 1781 roku i była remontowana w 1959 oraz gruntownie w 1967-68. Świątynia składa się z jednej nawy. Ściany nawy oddzielone są od siebie parami pilastów na wysokich cokołach, z kapitelami kompozytowymi. Budowlą nakrywają dachy siodłowe, złożone z dachówki. Wyposażenie kościoła powstało głównie w XVIII wieku.

## Galeria

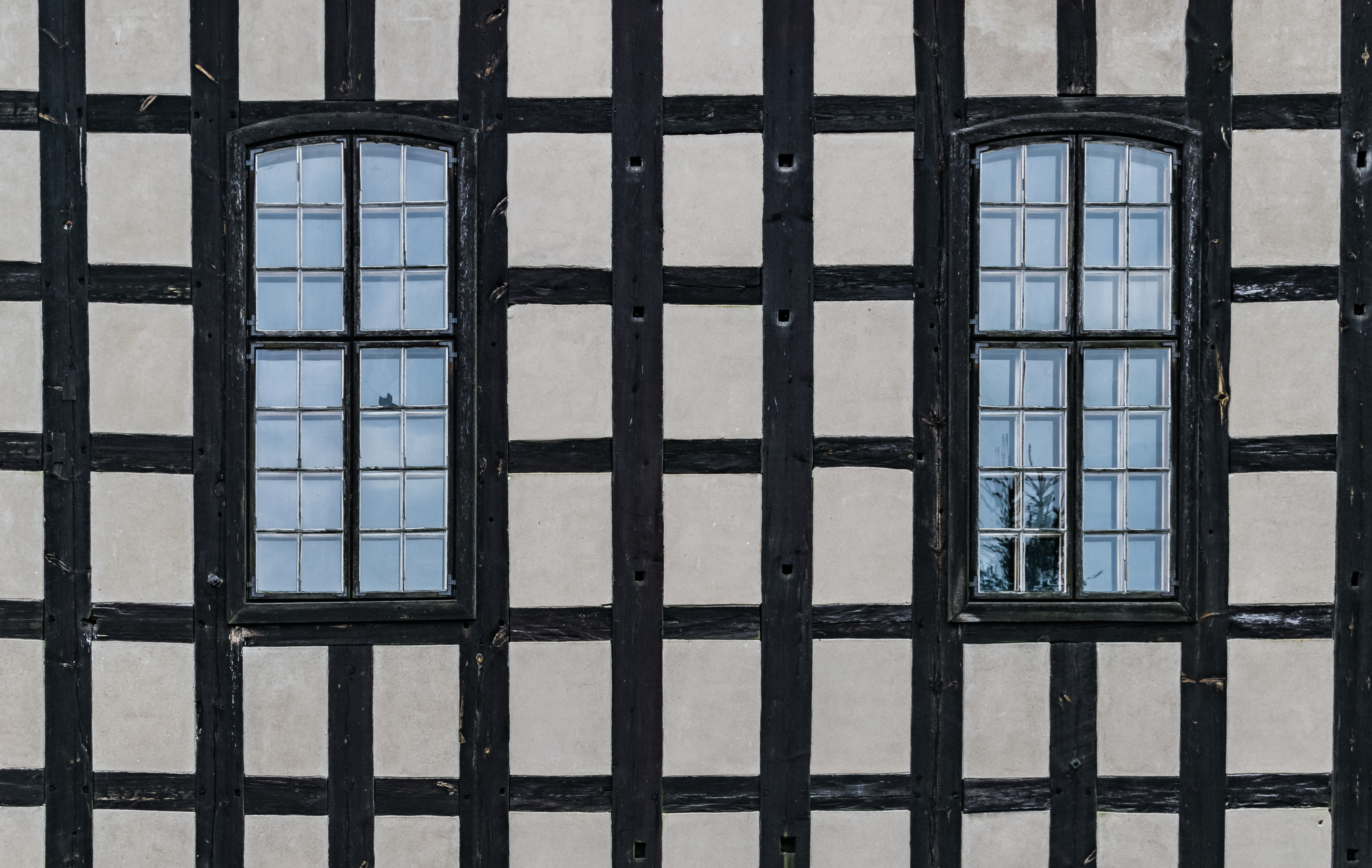
Detal konstrukcji
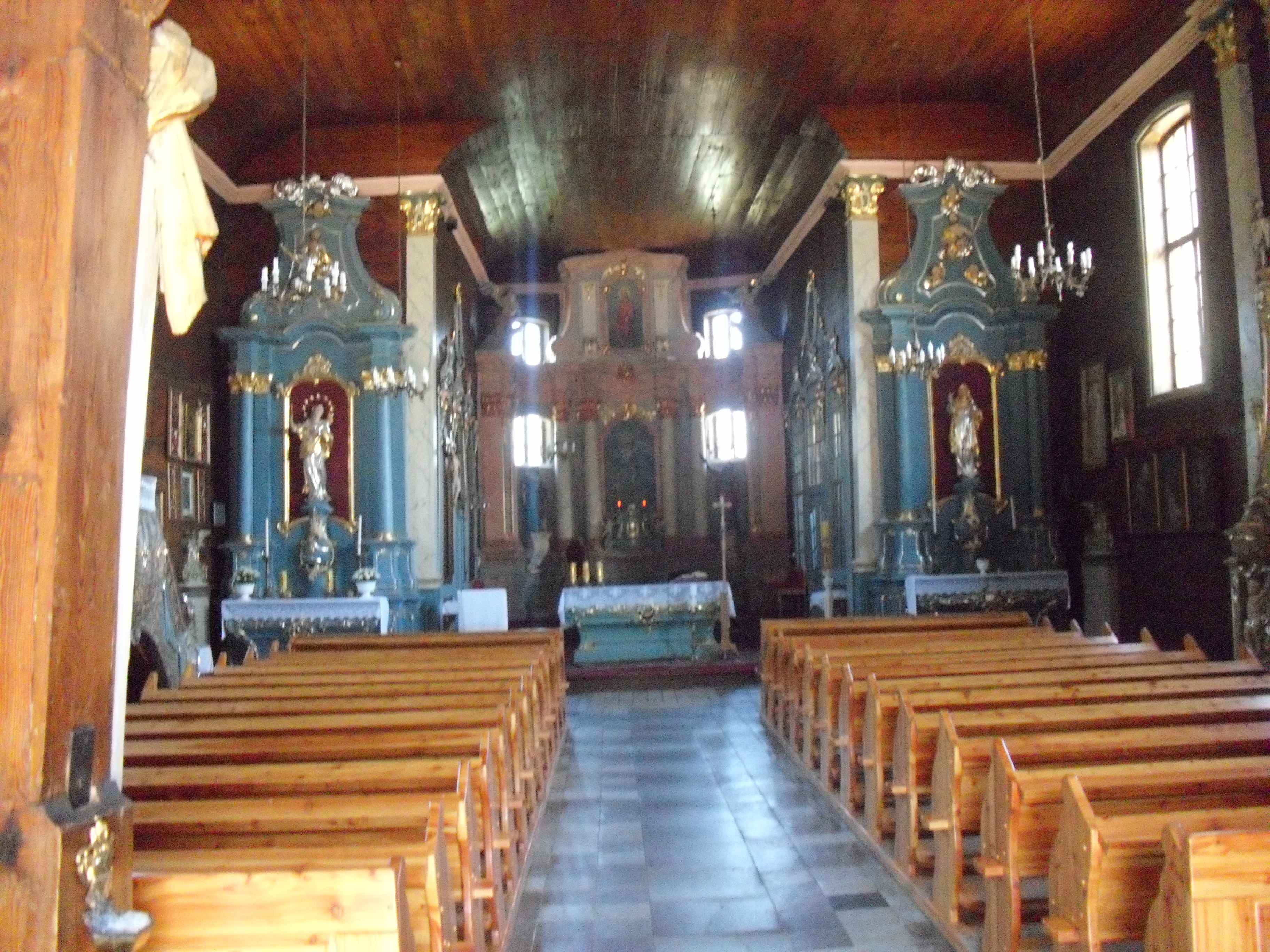
Wnętrze